# 太初 (漢)
太初（たいしょ）は、中国、前漢の武帝の治世に使われた元号。紀元前104年 - 紀元前101年。元年夏5月に太初暦への改暦が行われ、元封7年を太初元年とした。
太初暦では、それまでの顓頊暦の10月歳首を正月歳首に改めたので、太初元年は前年の10月から12月までの15月間存在することになった。また、それに干支（十干十二支）をあてはめた。

## 出来事
- 元年：李広利の大宛（フェルガナ）遠征を実施するが敗北（- 3年）。
- 元年：太初暦施行。
- 3年：第二次大宛遠征を実施。
- 4年：李広利が大宛より汗血馬を獲得し帰国。

## 干支について
太初元年については以下の4種がある。
1. 丙子：『漢書』による。
2. 甲寅：『史記』に「甲寅」とあることから。
3. 丁丑：紀元前67年から単純に60年サイクルの逆算。
4. 戊寅：『史記』に「寅」とあることから。

## 西暦との対照表
| 太初 | 元年     | 2年     | 3年     | 4年     |
| 西暦 | 前104年  | 前103年 | 前102年 | 前101年 |
| 干支 | 諸説あり | 戊寅    | 己卯    | 庚辰    |

## 注
1. ↑  干支(えと)はいつ頃から使われているのでしょう？（かなり専門的）